# Wolfgang Schwabenicky
Wolfgang Schwabenicky (* 4. Juli 1940 in Mittweida) ist ein deutscher Pädagoge, Chorleiter, Historiker, Archäologe, Bauforscher und Denkmalpfleger. Er gilt als einer der bedeutendsten Bergbauarchäologen Mitteleuropas.

## Leben und Wirken
Schwabenicky wurde 1966 zum ehrenamtlichen Bodendenkmalpfleger ernannt und 1970 in den Bezirksfachausschuss für Ur- und Frühgeschichte Karl-Marx-Stadt in der Gesellschaft für Heimatgeschichte des Kulturbundes der DDR berufen, deren Regionalvorsitzender er schließlich im Jahr 1985 wurde.
Der Kontakt zum Landesmuseum für Vorgeschichte Dresden intensivierte sich, nachdem am 2. Januar 1963 am Markt in Mittweida fünf Häuser abgebrannt waren und Wolfgang Schwabenicky unter Anleitung von Heinz-Joachim Vogt die Erdarbeiten zur Wiederbebauung 1964/65 baubegleitend archäologisch betreute. Die erste größere eigene Grabung war die Untersuchung der Wasserburg Beerwalde 1967 bis 1970, die als eine der ganz wenigen derartigen Anlagen in Mitteldeutschland vollständig publiziert worden ist. Kleinere Untersuchungen, so wiederholt im Mittweidaer Stadtkern und auf Burg Kriebstein, schlossen sich an.
Zwischen 1977 und 1996 fanden unter maßgeblicher Mitwirkung des Lehrers Schwabenicky umfangreiche archäologische Ausgrabungen auf dem Treppenhauer bei Frankenberg/Sa. statt. Freigelegt wurden u. a. zahlreiche Überreste der umwallten Bergstadt Bleiberg, die in Quellen des 14. Jahrhunderts zweimal erwähnt wurde und heute als Bodendenkmal geschützt ist. In Bleiberg wurden von 1250 bis etwa 1350 silberhaltige Erze in großer Menge abgebaut.
1988 gründete Schwabenicky die „Kreisarbeitsstelle für Bodendenkmalpflege Mittweida“. 1992 wurde er an der Humboldt-Universität zu Berlin über die Ausgrabungsergebnisse auf dem Treppenhauer promoviert. Der Titel seiner Dissertation lautet Der mittelalterliche Silber-, Blei- und Kupferbergbau im mittleren und westlichen Erzgebirge sowie im Erzgebirgsvorland unter besonderer Berücksichtigung der Grabungsergebnisse vom Treppenhauer bei Sachsenburg.
Seit dem Amtsantritt Judith Oexles als Landesarchäologin 1993 wendete sich Wolfgang Schwabenicky verstärkt der Bauarchäologie und Baugeschichte zu. Zahlreiche Untersuchungen an Bürgerhäusern vor allem in Mittweida und an den Dorfkirchen in Auerswalde, Breitenborn, Göhren, Niederrossau, Sachsenburg und Tanneberg sowie an der Stadtkirche in Mittweida sind die Früchte dieser Arbeit. Besondere Beachtung haben weiterhin die bauarchäologischen Untersuchungen an Bauernhäusern im Kreis Mittweida verdient, in deren Folge erstmals ein naturwissenschaftlich abgesichertes Entwicklungsschema für die ländliche Fachwerkarchitektur von der Mitte des 16. Jahrhunderts bis in das 19. Jahrhundert hinein in einem kleinen Gebiet Sachsens entstand.
Zu den wichtigsten Untersuchungen der letzten Jahre gehört die archäologische und bauarchäologische Untersuchung des Schlosses Sachsenburg von 2002 bis 2009, in deren Folge eine umfassende Baumonographie entstand. Gemeinsam mit dem Kuratorium Schloß Sachsenburg e. V. setzte sich Schwabenicky für die Sicherung und Sanierung der Substanz von Schloss Sachsenburg ein, wobei er die Bauarbeiten mit intensiven Bauuntersuchungen begleitet. Seit dem Eintritt in den Ruhestand widmet sich Schwabenicky den von ihm vorgenommen und noch unpublizierten Ausgrabungen und Bauuntersuchungen.
Er ist Mitorganisator der regelmäßigen Veranstaltung Saxonia Cantat auf Schloss Sachsenburg sowie Chorleiter der Singevereinigung „Vivat canticum“ Altmittweida e. V.

## Ehrungen
- Anlässlich seines 65. Geburtstages erhielt er 2005 vom Landrat die 1. Ehrenurkunde des Landkreises Mittweida verliehen.
- Ferner wurde ihm 2005 der Andreas-Möller-Geschichtspreis der Stiftung für Kunst und Kultur der Kreissparkasse Freiberg zuerkannt.
- Eine Würdigung und eine Bibliographie bis zum Jahre 2005 findet sich in Heft 96, 2005 der Mitteilungen des Freiberger Altertumsvereins (S. 5–16, bzw. S. 17–23).

## Werke (Auswahl)
- Der mittelalterliche Silberbergbau im Erzgebirgsvorland und im westlichen Erzgebirge unter besonderer Berücksichtigung der Ausgrabungen in der wüsten Bergstadt Bleiberg bei Frankenberg, Chemnitz: Verlag Klaus Gumnior 2009, ISBN 978-3-937386-20-1
- Schloss Sachsenburg, Geschichte und Baugeschichte aufgrund archivalischer und bauarchäologischer Untersuchungen, Kuratorium Schloss Sachsenburg e. V., Hrsg., Sachsenburg 2009